# Pocancy
Pocancy est une commune française, située dans le département de la Marne en région Grand Est.

## Géographie
Le village se situe dans la Champagne crayeuse. Pocancy est traversé par la Somme-Soude et son affluent la Berle, qui se rejoignent au finage avec Champigneul-Champagne.
| Les Istres-et-Bury, Athis |         | Champigneul-Champagne |
| Saint-Mard-lès-Rouffy     | Pocancy |                       |
| Vouzy                     | Vélye   | Thibie                |

### Hydrographie

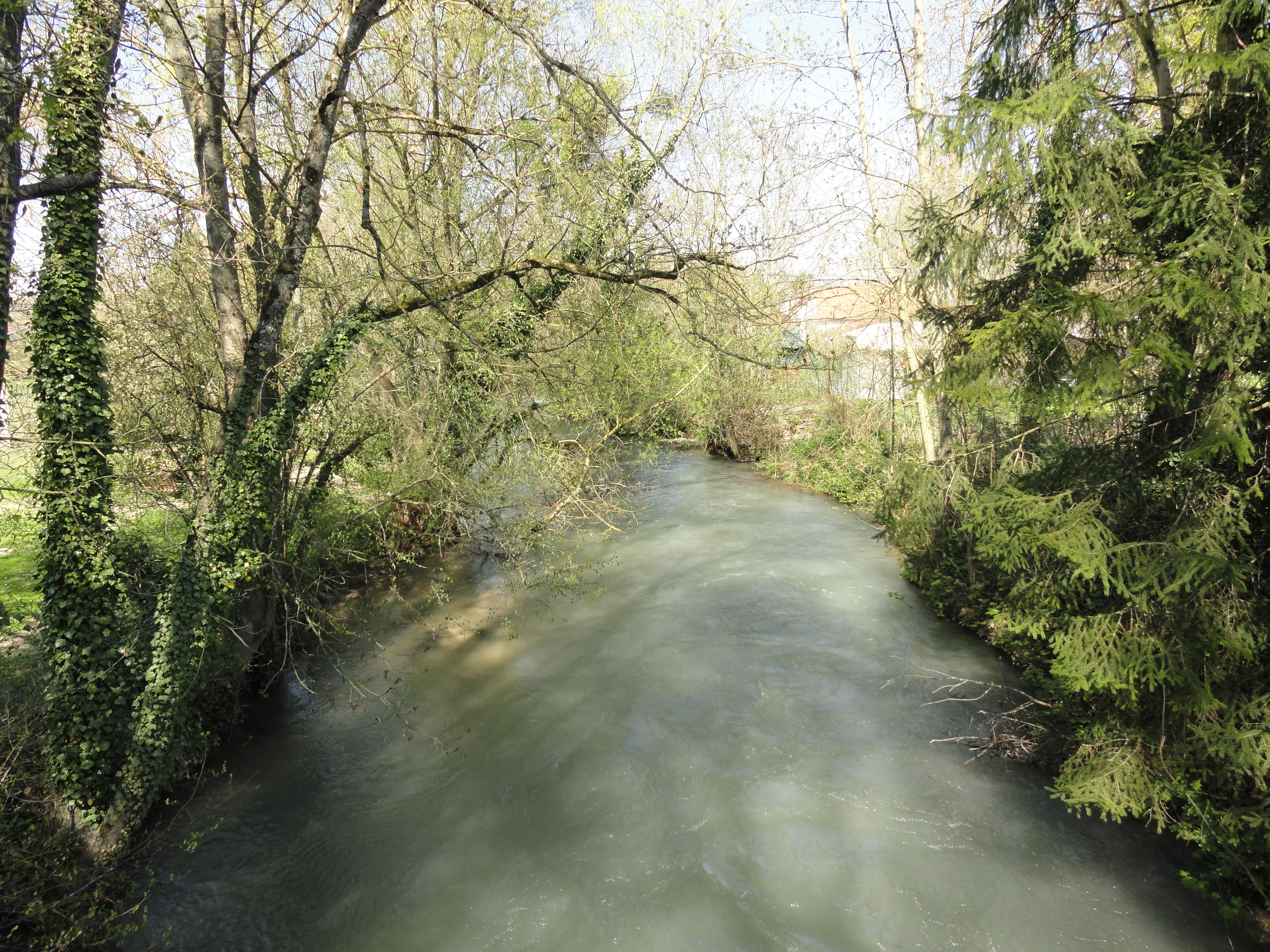
La Somme-Soude à Pocancy.

La commune est dans la région hydrographique « la Seine de sa source au confluent de l'Oise (exclu) » au sein du bassin Seine-Normandie. Elle est drainée par la Somme-Soude, la Berle, le Fossé 01 du Bois de Vouzy, divers bras de la Berle et divers autres petits cours d'eau,.
La Somme-Soude, d'une longueur de 60 km, prend sa source dans la commune de Sommesous et se jette  dans la Marne à Aigny, après avoir traversé 18 communes. 

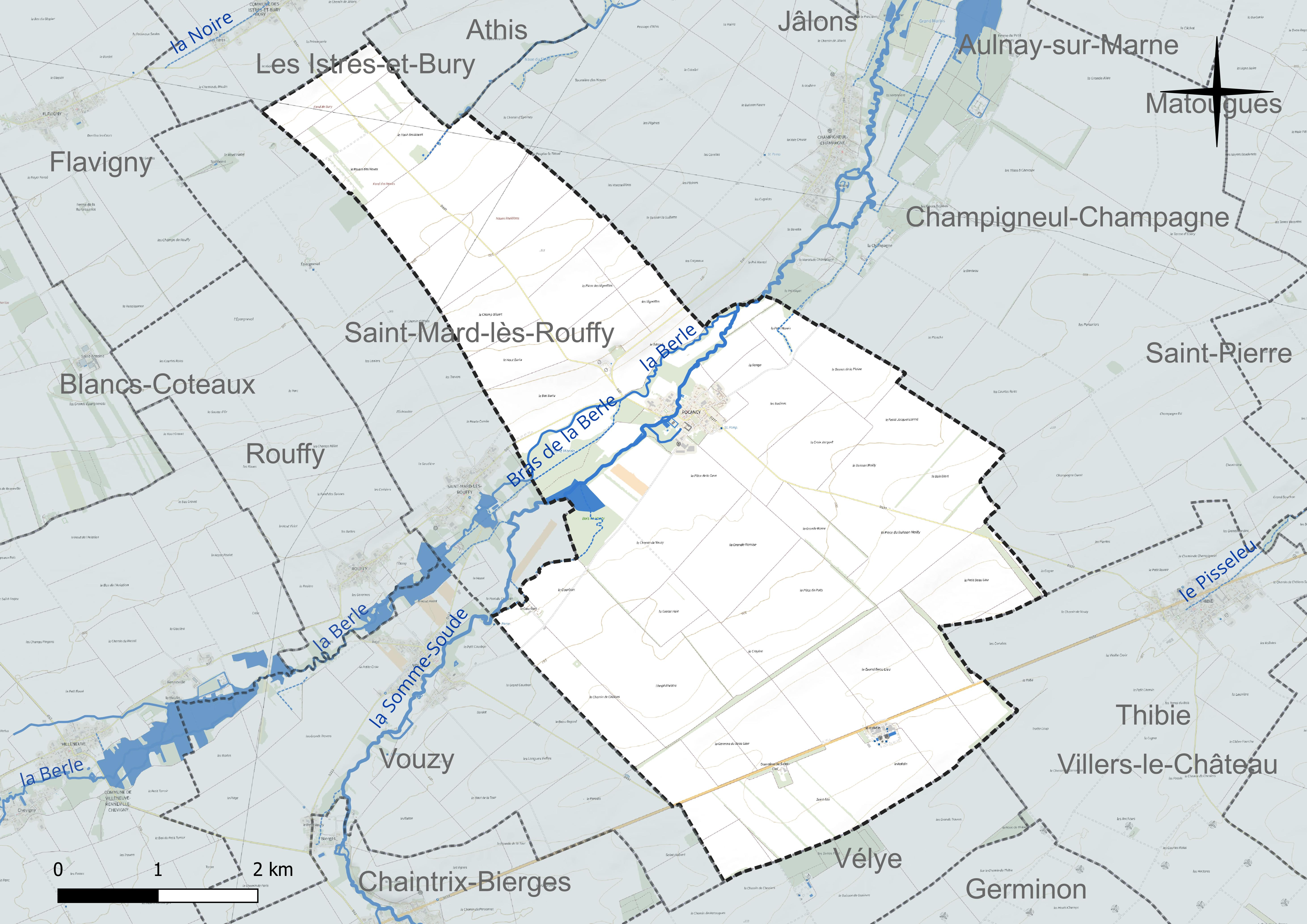
Réseau hydrographique de Pocancy.

La Berle, d'une longueur de 16 km, prend sa source dans la commune de Bergères-lès-Vertus et se jette dans la Somme-Soude sur la commune, après avoir traversé sept communes. 

### Climat
Pour des articles plus généraux, voir Climat du Grand Est et Climat de la Marne.
En 2010, le climat de la commune est de type climat océanique dégradé des plaines du Centre et du Nord, selon une étude du Centre national de la recherche scientifique s'appuyant sur une série de données couvrant la période 1971-2000. En 2020, Météo-France publie une typologie des climats de la France métropolitaine dans laquelle la commune est exposée à un climat océanique altéré et est dans la région climatique  Nord-est du bassin Parisien, caractérisée par un ensoleillement médiocre, une pluviométrie moyenne régulièrement répartie au cours de l’année et un hiver froid (3 °C). 
Pour la période 1971-2000, la température annuelle moyenne est de 10,1 °C, avec une amplitude thermique annuelle de 15,5 °C. Le cumul annuel moyen de précipitations est de 662 mm, avec 11,6 jours de précipitations en janvier et 8,1 jours en juillet. Pour la période 1991-2020, la température moyenne annuelle observée sur la station météorologique de Météo-France la plus proche, « Chouilly », sur la commune de Chouilly à 13 km à vol d'oiseau, est de 11,4 °C et le cumul annuel moyen de précipitations est de 668,9 mm. 
La température maximale relevée sur cette station est de 40,3 °C, atteinte le 25 juillet 2019 ; la température minimale est de −12,3 °C, atteinte le 5 février 2012,,. 
Les paramètres climatiques de la commune ont été estimés pour le milieu du siècle (2041-2070) selon différents scénarios d'émission de gaz à effet de serre à partir des nouvelles projections climatiques de référence DRIAS-2020. Ils sont consultables sur un site dédié publié par Météo-France en novembre 2022.

## Urbanisme

### Typologie
Au 1er janvier 2024, Pocancy est catégorisée commune rurale à habitat dispersé, selon la nouvelle grille communale de densité à sept niveaux définie par l'Insee en 2022.
Elle est située hors unité urbaine. Par ailleurs la commune fait partie de l'aire d'attraction de Châlons-en-Champagne, dont elle est une commune de la couronne,. Cette aire, qui regroupe 97 communes, est catégorisée dans les aires de 50 000 à moins de 200 000 habitants,.

### Occupation des sols
L'occupation des sols de la commune, telle qu'elle ressort de la base de données européenne d’occupation biophysique des sols Corine Land Cover (CLC), est marquée par l'importance des territoires agricoles (94,7 % en 2018), une proportion sensiblement équivalente à celle de 1990 (94,8 %). La répartition détaillée en 2018 est la suivante : terres arables (93,4 %), forêts (4 %), zones urbanisées (1,3 %), prairies (1,3 %).
L'évolution de l’occupation des sols de la commune et de ses infrastructures peut être observée sur les différentes représentations cartographiques du territoire : la carte de Cassini (XVIIIe siècle), la carte d'état-major (1820-1866) et les cartes ou photos aériennes de l'IGN pour la période actuelle (1950 à aujourd'hui).

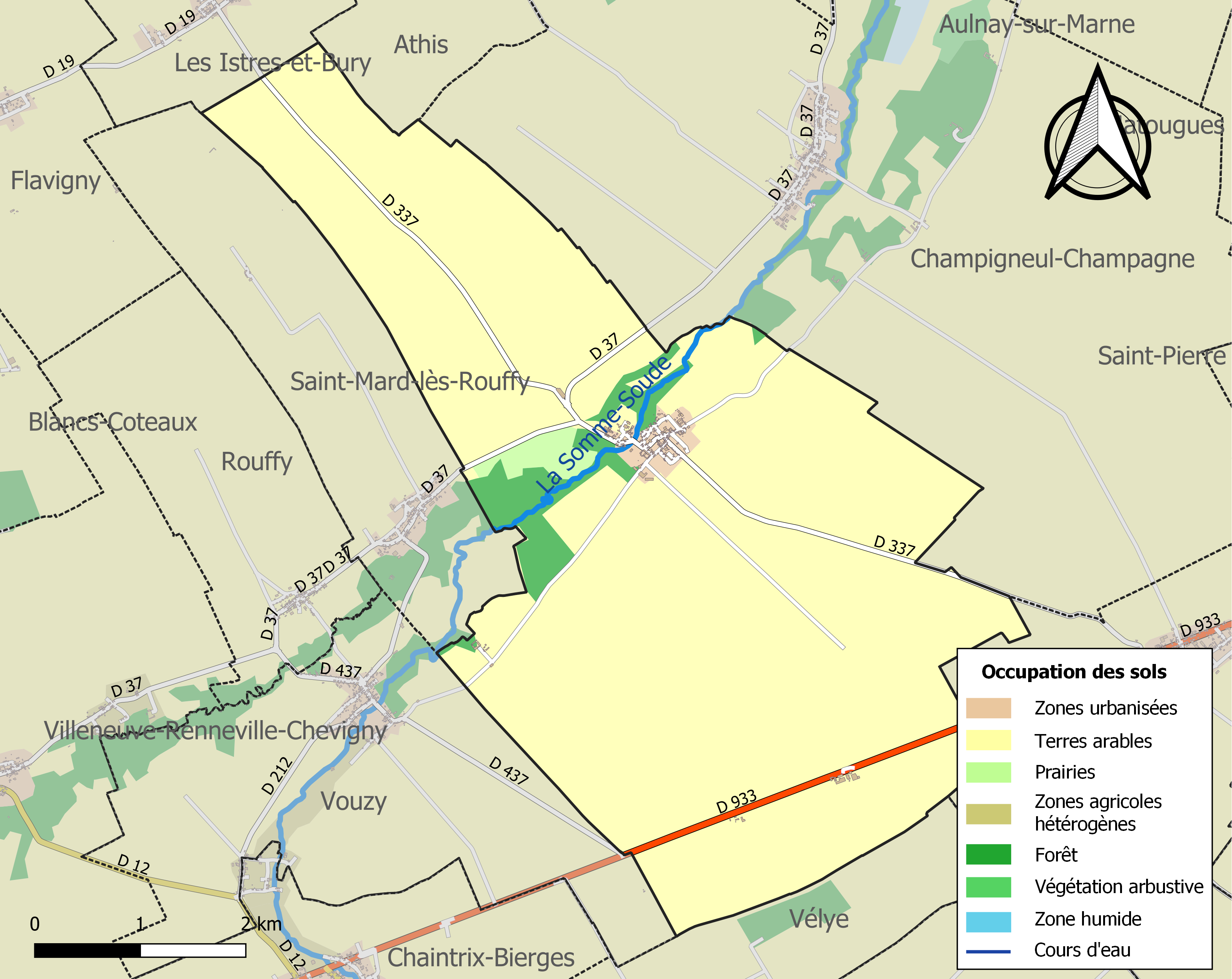
Carte des infrastructures et de l'occupation des sols de la commune en 2018 (CLC).

### Voies de communication et transports
Membre de la communauté d'agglomération Épernay, Coteaux et Plaine de Champagne, Pocancy bénéficie du service de transport à la demande (TAD) du réseau Mouvéo. Elle dispose d'un arrêt sur la ligne Z à destination d'Épernay et de Vertus, qui propose en 2025 deux allers et deux retours par jour (du lundi au samedi hors jours fériés).

## Toponymie
Le nom de la localité est attesté sous les formes Pontconcin (1043) ; Poncancinum (1124-1130) ; Poncancin (1190) ; Ponquensin (1213) ; Poncanci, Ponquencin (vers 1222) ; Ponqanci, Ponquancin, Poncancim (vers 1252) ; Ponquencinum (1271) ; Pocansin (vers 1274) ; Poquancy (vers 1300) ; Ponquencin (1379) ; Ponquentin (1381) ; Ponquancy, Ponquensin (1385) ; Pouquencin (1395) ; Pomquencin (1408) ; Ponquentain (1428) ; Ponquancin (1462) ; Pomcancin (1503) ; Pocancin (1508) ; Poncancy (1509) ; Ponquancinum (1542) ; Poncquancy, Pocquansy (1547) ; Paucancy (1576) ; Pocquency (1601) ; Pocancy-en-Champagne (1643) ; Poucancy (1673) ; Pocanceium (1755).

## Politique et administration

### Rattachements administratifs et électoraux

#### Rattachements administratifs
La commune se trouve dans l'arrondissement d'Épernay au sein du département de la Marne et de la région Grand Est. Avant le 31 mars 2017, Pocancy appartenait à l'arrondissement de Châlons-en-Champagne.
Elle faisait partie depuis 1793 du canton de Vertus. Dans le cadre du redécoupage cantonal de 2014 en France, cette circonscription administrative territoriale a disparu, et le canton n'est plus qu'une circonscription électorale.

#### Rattachements électoraux
Pour les élections départementales, la commune fait partie depuis 2014 du canton de Vertus-Plaine Champenoise.
Pour l'élection des députés, elle fait partie de la cinquième circonscription de la Marne.

### Intercommunalité

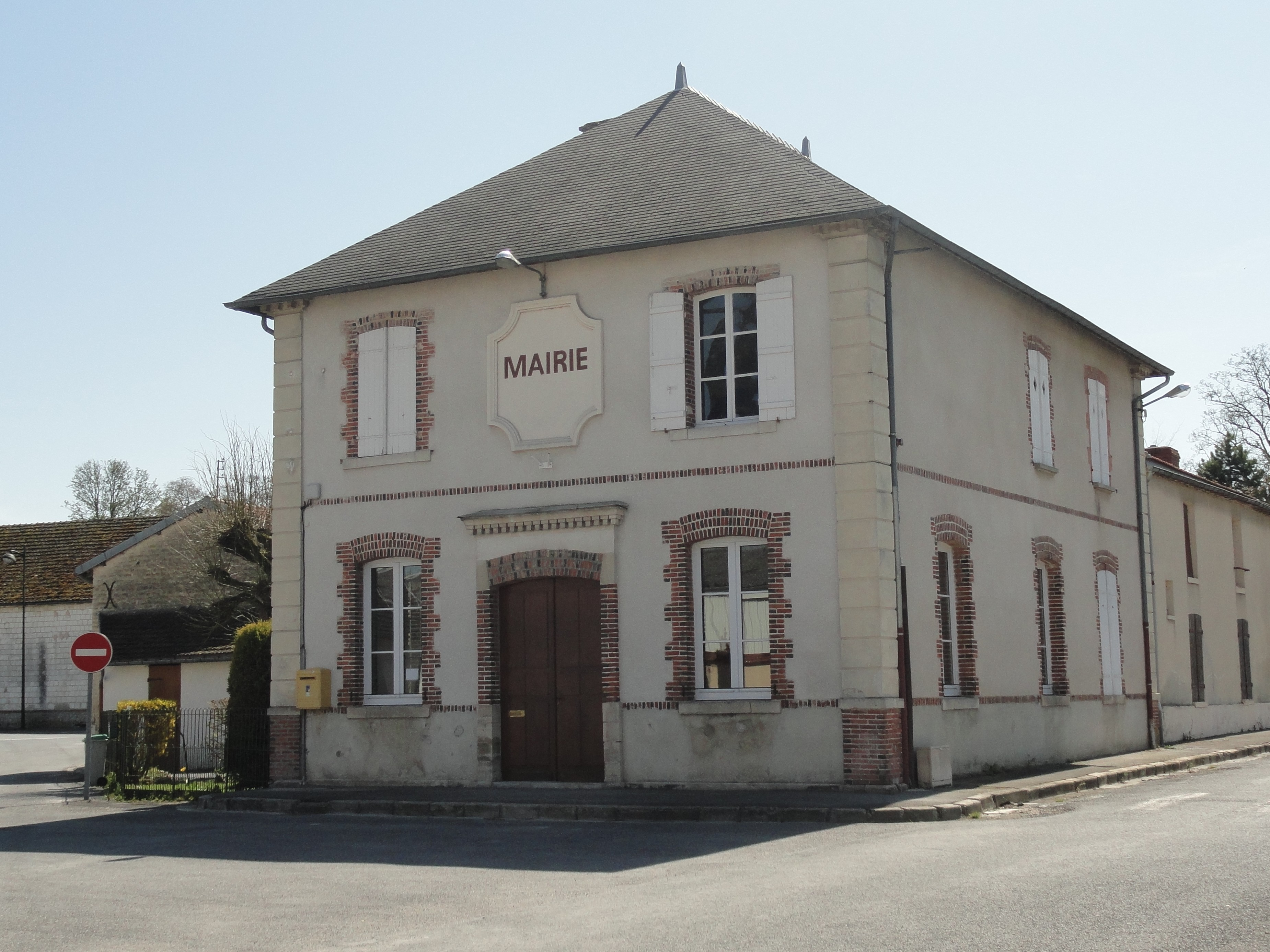
La mairie.

Conformément au schéma départemental de coopération intercommunale de la Marne du 15 décembre 2011, la commune, antérieurement membre de la communauté de communes de Jâlons, rejoint la communauté de communes de la Région de Vertus le 1er janvier 2014, tandis que le reste de l'intercommunalité initiale fusionne avec d'autres pour former la nouvelle communauté d'agglomération Cités-en-Champagne.
Dans le cadre des dispositions de la loi portant nouvelle organisation territoriale de la République du 7 août 2015, qui prévoit que les établissements publics de coopération intercommunale (EPCI) à fiscalité propre doivent avoir un minimum de 15 000 habitants, la communauté de communes de la Région de Vertus a fusionné avec la communauté de communes Épernay Pays de Champagne pour former, le 1er janvier 2017, la communauté d'agglomération Épernay, Coteaux et Plaine de Champagne, dont est désormais membre la commune.
Pocancy n'est membre d'aucune autre intercommunalité.

### Liste des maires
| Période                                  | Période    | Identité                | Étiquette | Qualité |
| ---------------------------------------- | ---------- | ----------------------- | --------- | ------- |
| Les données manquantes sont à compléter. |            |                         |           |         |
| avant 1876                               | après 1877 | Paris                   |           |         |
| 1965                                     | 1995       | Joseph Van Kerrebroeck  |           |         |
| 1995                                     | 2008       | Roger Nicaise           |           |         |
| 2008                                     | 2020       | Marie-Pascale Levesque, |           |         |
| 2020                                     | En cours   | Laurent Ravillion       |           |         |

### Jumelages
Au 1er janvier 2023, Pocancy n'est jumelée avec aucune ville.

## Équipements et services publics

### Eau et déchets
L'approvisionnement en eau potable et l'assainissement des eaux usées sont des compétences de la communauté d'agglomération Épernay Agglo Champagne, gérées par le biais de son service « Régie Eau et Assainissement » depuis le 1er janvier 2022. La commune de Pocancy est alimentée en eau potable par le captage de Vouzy.
La communauté d'agglomération est également compétente en matière de déchets. La collecte des ordures ménagères résiduelles, des déchets recyclables et des biodéchets est réalisée en porte à porte, par mise à disposition de trois bacs distincts. La communauté d'agglomération adhèrant au syndicat de valorisation des ordures ménagères de la Marne (SYVALOM), ces déchets sont amenés au centre de transfert départemental de Pierry puis valorisés sur le site de La Veuve. La collecte du verre et des textiles se fait en apport volontaire. La communauté d'agglomération met par ailleurs trois déchèteries à disposition de ses habitants : à Magenta, Pierry et Voipreux.

### Enseignement
Pocancy fait partie de l'académie de Reims.
La commune est rattachée au regroupement pédagogique de Vertus, composé de l'école maternelle des Sources de 85 élèves et de l'école élémentaire Blanche de Navarre de 152 élèves (chiffres 2024-2025).
Les enfants de Pocancy sont ensuite rattachés au collège Eustache Deschamps de Blancs-Coteaux et au lycée Stéphane-Hessel d'Épernay.

### Postes et télécommunications
Une boîte aux lettres de La Poste se trouve sur le territoire de la commune, place de la Mairie. Le bureau de poste le plus proche est l'agence postale d'Athis, à environ 8 km de Pocancy. La commune partage cependant son code postal (51130) avec le bureau de poste de Vertus, à 11 km.

### Justice, sécurité et secours
Du point de vue judiciaire, Pocancy relève du conseil de prud'hommes, du tribunal de commerce, du tribunal de proximité, du tribunal judiciaire, du tribunal paritaire des baux ruraux et du tribunal pour enfants de Châlons-en-Champagne, dans le ressort de la cour d'appel de Reims. Pour le contentieux administratif, la commune dépend du tribunal administratif de Châlons-en-Champagne et de la cour administrative d'appel de Nancy.
Pocancy est située en secteur Gendarmerie nationale et dépend de la brigade de Blancs-Coteaux.
En matière d'incendie et de secours, la caserne la plus proche est celle de Vertus, rattachée au Service départemental d'incendie et de secours (SDIS) de la Marne.

## Démographie
Les habitants de Pocancy sont les Pontcanciens et les Pontcanciennes.
L'évolution du nombre d'habitants est connue à travers les recensements de la population effectués dans la commune depuis 1793. Pour les communes de moins de 10 000 habitants, une enquête de recensement portant sur toute la population est réalisée tous les cinq ans, les populations de référence des années intermédiaires étant quant à elles estimées par interpolation ou extrapolation. Pour la commune, le premier recensement exhaustif entrant dans le cadre du nouveau dispositif a été réalisé en 2007.

En 2022, la commune comptait 177 habitants, en évolution de +5,36 % par rapport à 2016 (Marne : −1,19 %, France hors Mayotte : +2,11 %).
| 1793 | 1800 | 1806 | 1821 | 1831 | 1836 | 1841 | 1846 | 1851 |
| ---- | ---- | ---- | ---- | ---- | ---- | ---- | ---- | ---- |
| 290  | 327  | 317  | 316  | 299  | 288  | 299  | 325  | 325  |

| 1856 | 1861 | 1866 | 1872 | 1876 | 1881 | 1886 | 1891 | 1896 |
| ---- | ---- | ---- | ---- | ---- | ---- | ---- | ---- | ---- |
| 310  | 301  | 315  | 299  | 283  | 294  | 287  | 265  | 239  |

| 1901 | 1906 | 1911 | 1921 | 1926 | 1931 | 1936 | 1946 | 1954 |
| ---- | ---- | ---- | ---- | ---- | ---- | ---- | ---- | ---- |
| 226  | 229  | 220  | 204  | 192  | 193  | 179  | 162  | 187  |

| 1962 | 1968 | 1975 | 1982 | 1990 | 1999 | 2006 | 2007 | 2012 |
| ---- | ---- | ---- | ---- | ---- | ---- | ---- | ---- | ---- |
| 164  | 177  | 214  | 191  | 191  | 178  | 163  | 161  | 166  |

| 2017 | 2022 | - | - | - | - | - | - | - |
| ---- | ---- | - | - | - | - | - | - | - |
| 168  | 177  | - | - | - | - | - | - | - |

## Économie

### Revenus de la population et fiscalité
En 2021, la commune compte 71 ménages fiscaux, regroupant 176 personnes.
Le revenu disponible par unité de consommation est alors de 25 330 €, supérieur à celui de la communauté d'agglomération d'Épernay (23 370 €), du département de la Marne (22 830 €) et de la France métropolitaine (23 080 €). Pour des raisons de secret statistique, le taux de pauvreté à Pocancy n'est pas communiqué par l'Insee.
En matière de fiscalité locale des particuliers, les taux globaux appliqués à Pocancy en 2024 sont de 31,39 % pour la taxe foncière sur les propriétés bâties (contre 38,33 % à l'échelle départementale), 29,73 % pour la taxe foncière sur les propriétés non bâties (contre 37,65 %), 18,41 % pour la taxe d'habitation sur les résidences secondaires et les logements vacants (contre 24,16 %) et 9,38 % pour la taxe d'enlèvement des ordures ménagères (contre 10,88 %).

### Emploi

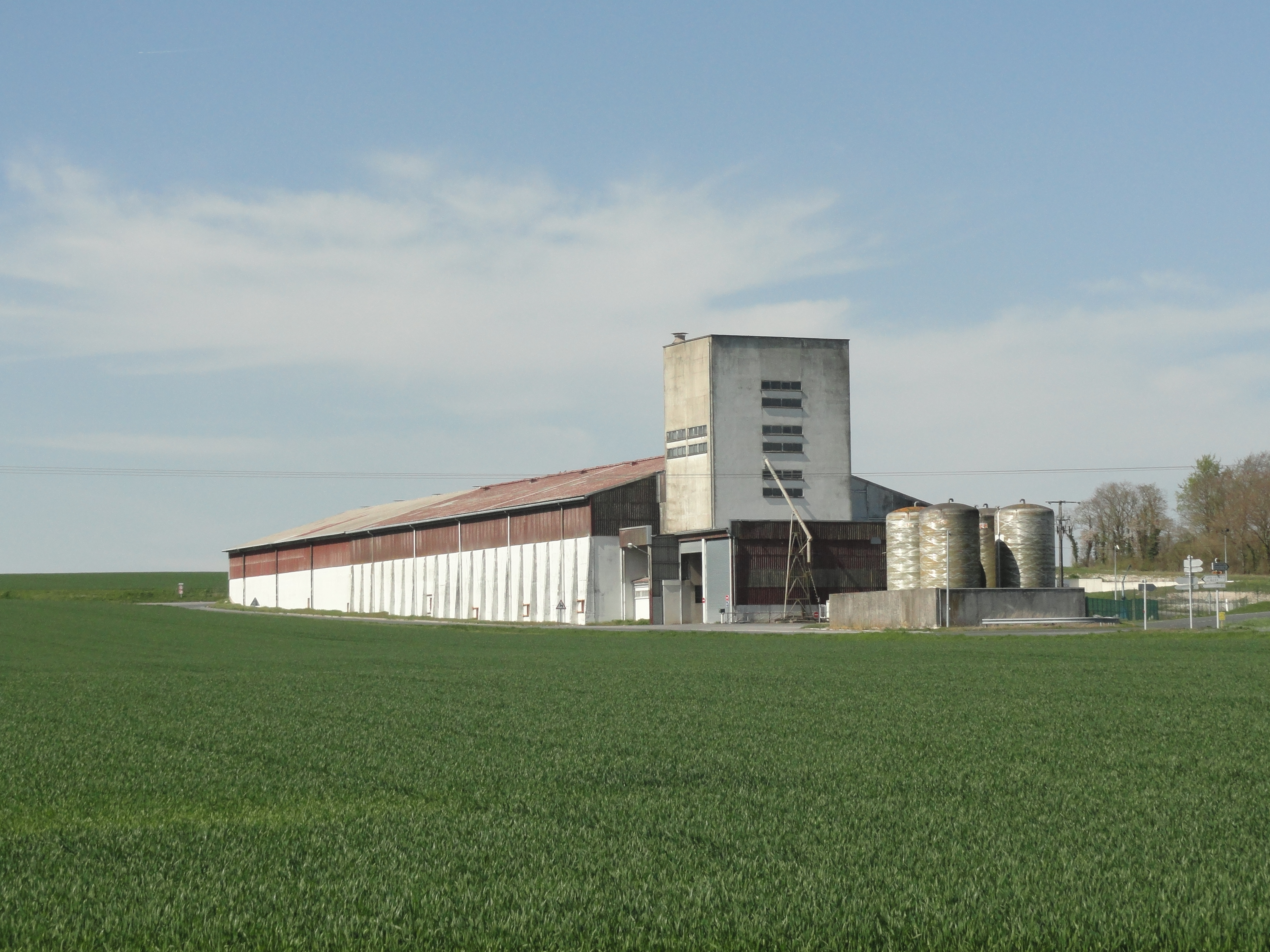
Un silo agricole au nord-ouest de la commune.

Pocancy appartient à la zone d'emploi d'Épernay.
En 2022, le taux d'activité des 15-64 ans est de 78,4 %, supérieur à celui de la communauté d'agglomération (77,9 %), du département (74,6 %) et de la France métropolitaine (75,3 %). Pour cette même catégorie de population, le taux de chômage est de 6,3 % contre 11  % pour la communauté d'agglomération, 11,8 % pour la Marne et 11,3 % pour la France métropolitaine.
En 2022, Pocancy compte 25 emplois, dont 68,2 % de salariés et 31,8 % de non-salariés. Avec 78 actifs y résidant, la commune a alors un indicateur de concentration d'emploi de 32,5. Dans les faits, 14,3 % des actifs résidant à Pocancy y travaillent tandis que 85,7 % travaillent dans une autre commune.

### Entreprises, commerces et agriculture
En 2022, la commune compte 21 établissements économiquement actifs (hors agriculture).
En termes de commerces, l'Insee y recense deux coiffeurs en 2024.
En 2020, Pocancy compte 12 exploitations agricoles, pour une surface agricole utilisée de 2 112 hectares et 24 emplois à temps plein. Selon l'Agreste, la production agricole de la commune est spécialisée dans les grandes cultures.

## Culture et patrimoine

### Monuments
- L'église gothique des XIe et XIIe siècles, avec son chœur reconstruit au XVIe siècle, a pour saint patron saint Louvent. Elle fait partie de la paroisse Saint-Ephrem-de-la-Berle aux Tarnauds[47]. Son autel de style Louis XIII dédié à saint Sébastien est classé monument historique depuis 1911[48]. On trouve dans l'église une dalle funéraire Gabrielle de Boubers, épouse de Larcher de Pocancy, remontant au XVIIe siècle. Elle est également classée, en 1908[49]. Un des vitraux de l'église est notamment dédié aux déportés de la Seconde Guerre mondiale[47].

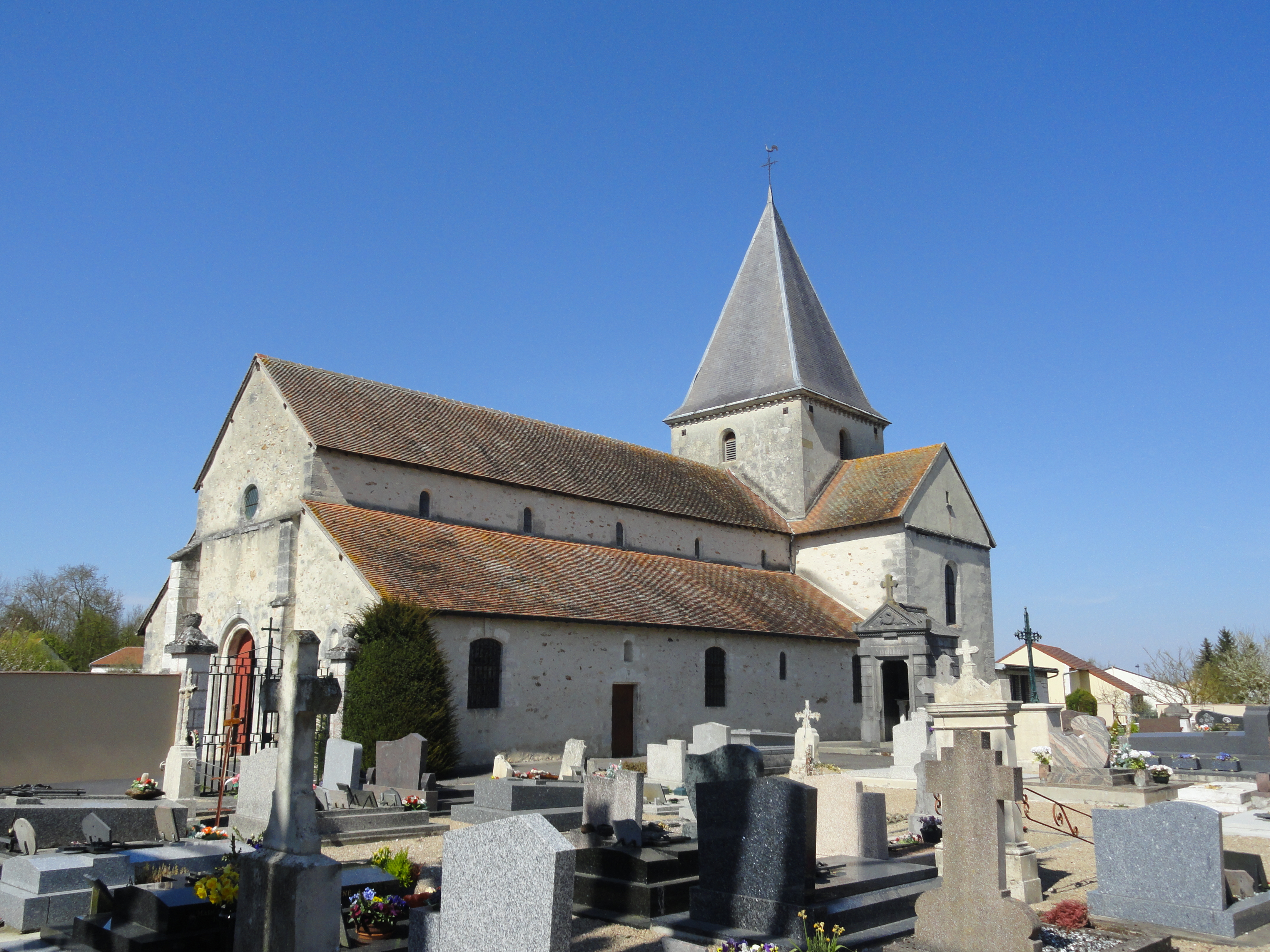
L'église et son cimetière.
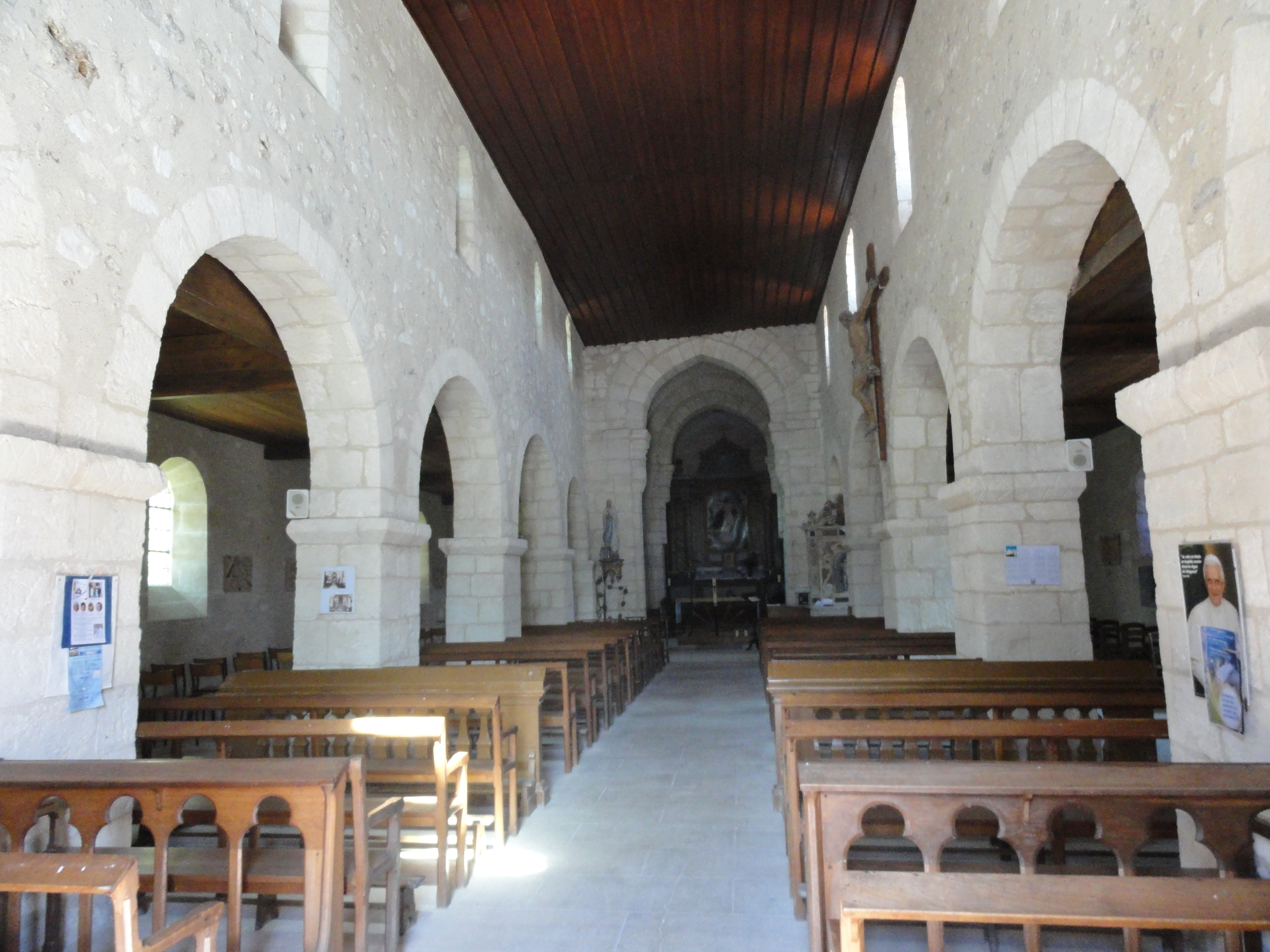
L'intérieur de l'église.

- Le village compte deux monuments aux morts. L'un est dédié à la Première Guerre mondiale, il est situé devant l'église. L'autre, consacré aux morts de la Seconde Guerre mondiale, se situe à un carrefour.

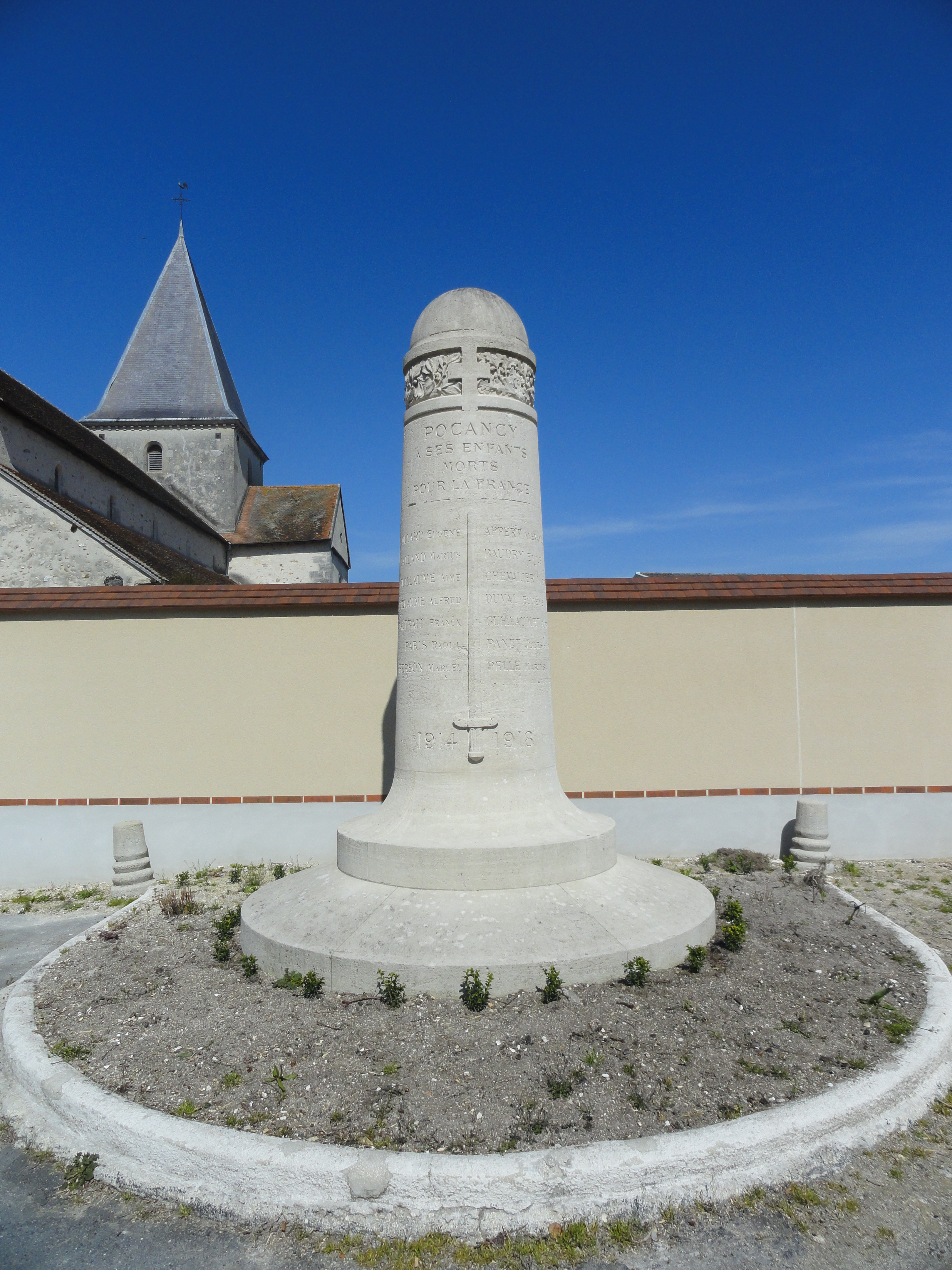
Le monument aux morts 1914-1918.
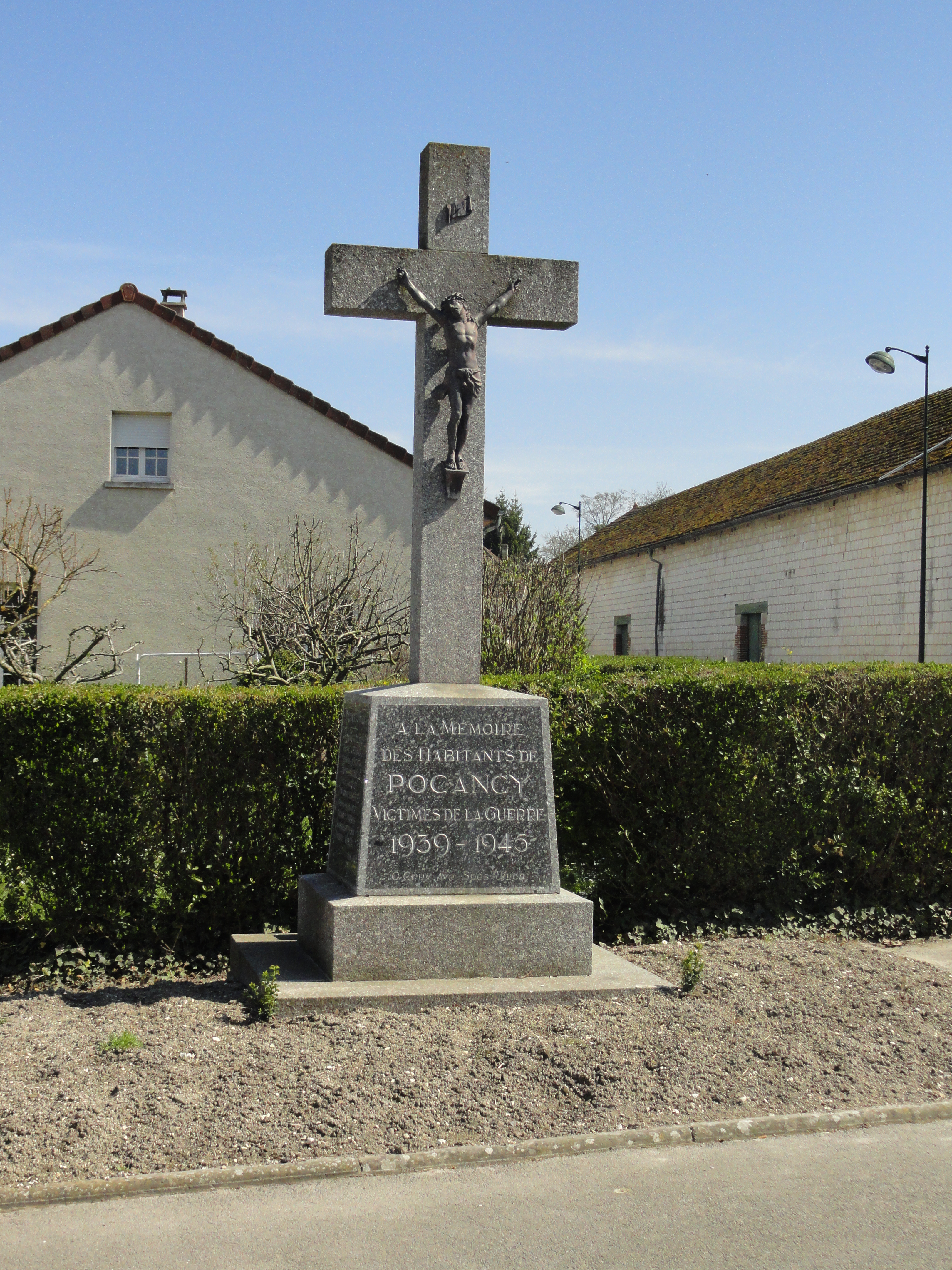
Le monument aux morts 1939-1945.

- Le château de Pocancy est construit en 1913. Le précédent château, datant du XVIe siècle fut détruit dans un incendie en 1902. Sa ferme dispose d'un donjon[41].
- Un moulin est bâti sur la Somme-Soude.

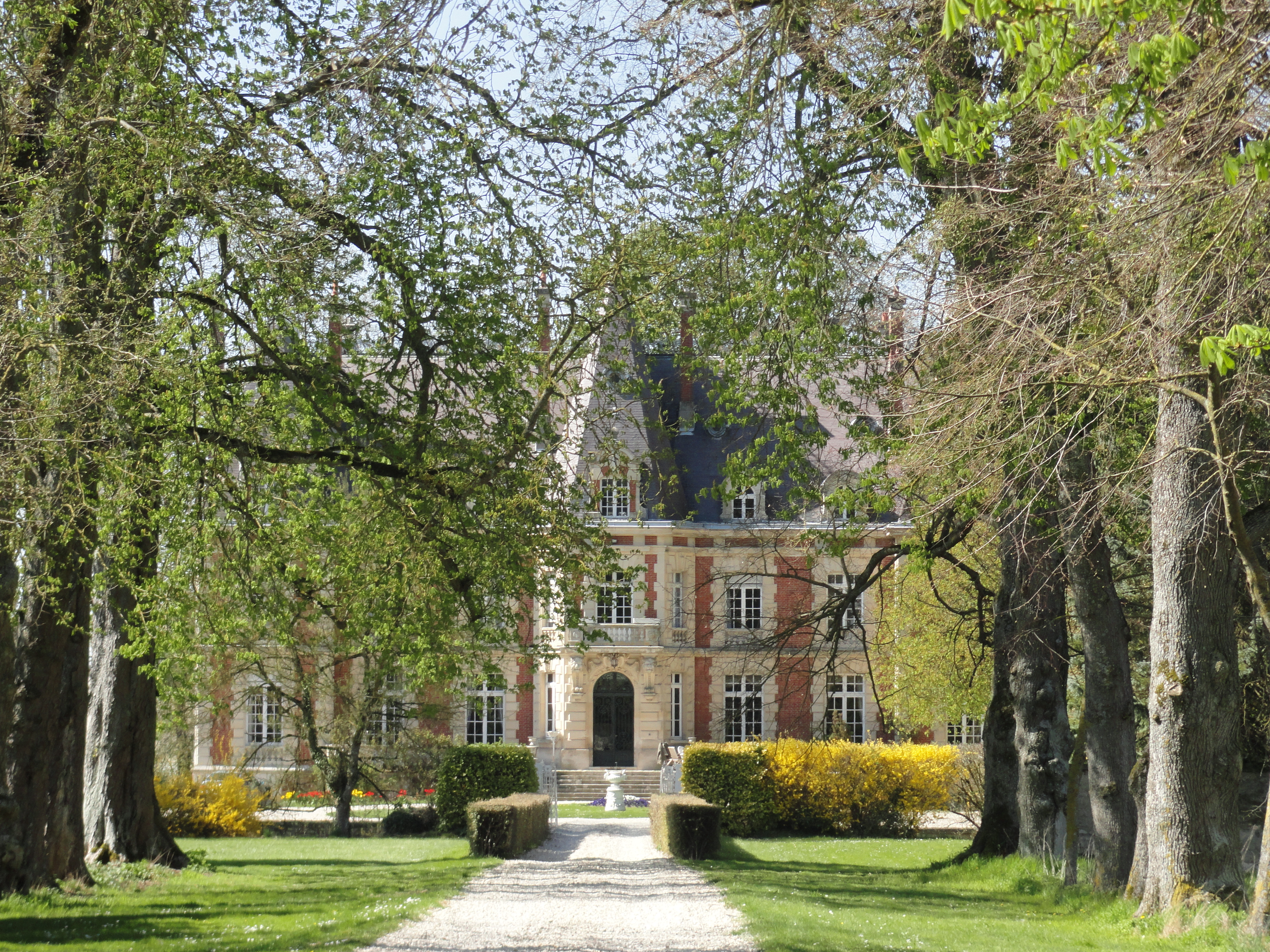
Le château de Pocancy.
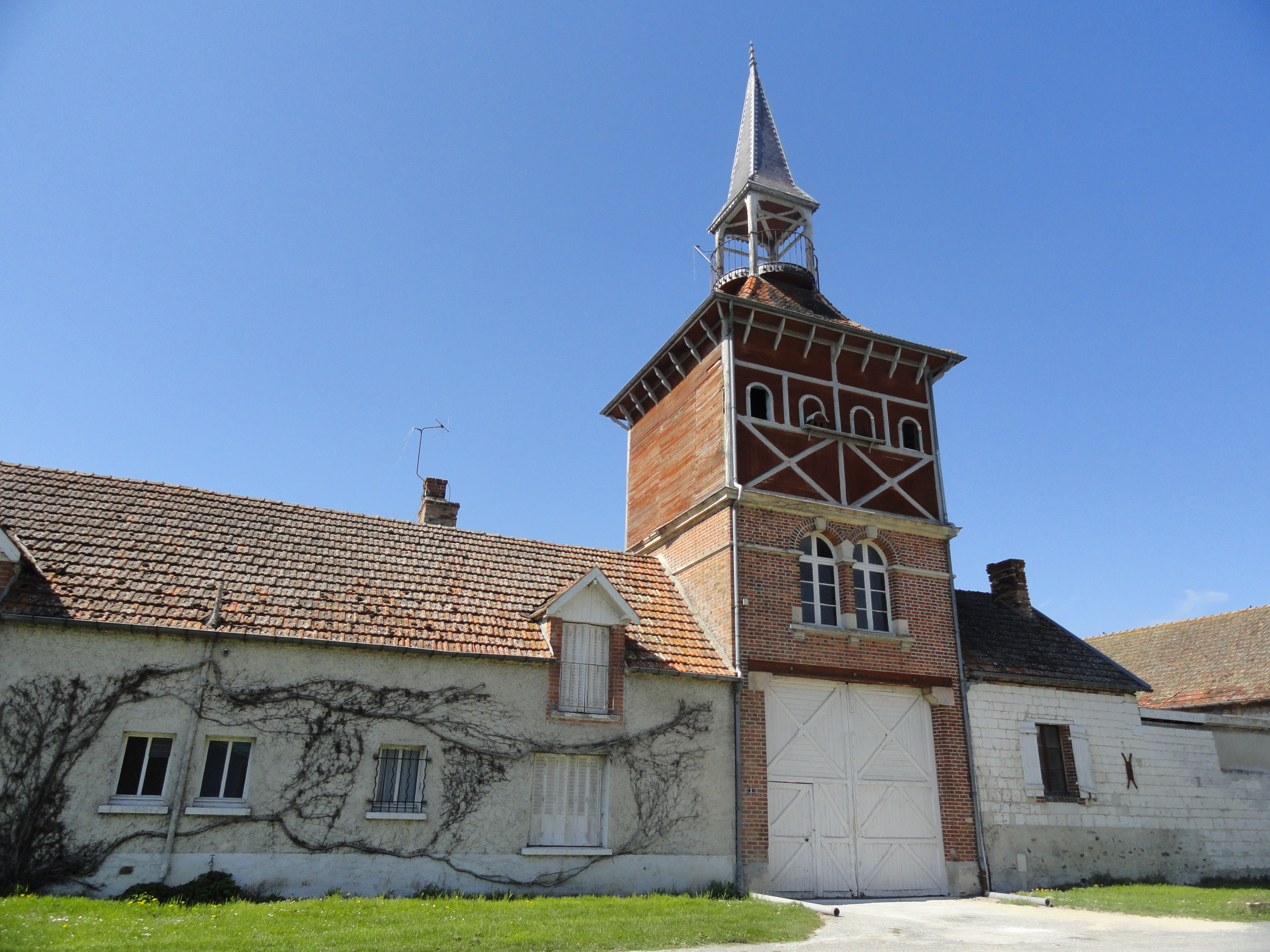
Le donjon de la ferme du château.
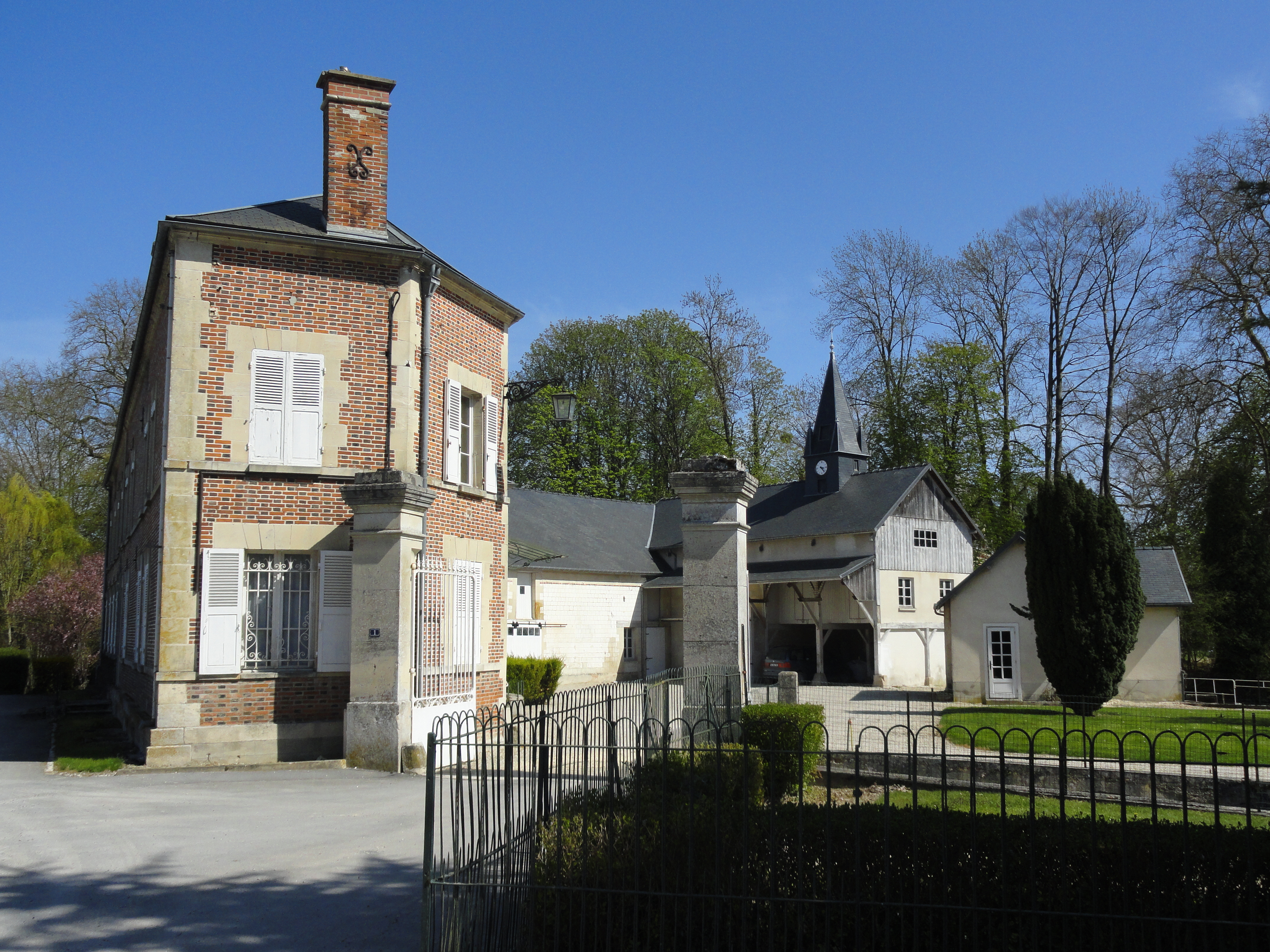
Le moulin.

### Héraldique
| Armes de Pocancy | Les armes de la commune se blasonnent ainsi : de sinople au chevron accompagné, en chef, de deux roses et, en pointe, d'une croisette patriarcale, le tout d'or. |